# Linfangioleiomiomatose
A linfangioleimiomatose (LAM) é uma rara doença intersticial pulmonar idiopática que afeta exclusivamente mulheres, tipicamente durante seus anos reprodutivos, caracterizada pela proliferação anormal de células de músculo liso nos pulmões e nos linfáticos retroperitoneais e torácicos. 